# Liga Nacional de Básquet 2023-24
La temporada 2023-2024 de la Liga Nacional de Básquet de Argentina fue la cuadragésima edición de la máxima división nacional de clubes. Comenzó el 3 de octubre de 2023 y, la temporada en general fue similar al de la pasada temporada. 
Fue la primera edición en la que no dijo presente Atenas, nueve veces campeón de la máxima categoría y el único equipo que había participado en todas las ediciones. El campeón de esta edición ganó el derecho a participar de la Basketball Champions League Americas en la próxima temporada.
El 19 de julio Boca Juniors se proclamó campeón de la Liga después de 17 años, venciendo a Instituto de Córdoba por 4-2, remontando un 0-2 en contra.

## Equipos participantes
Cambio de plazas entre temporada 2022-2023 y 2023-2024
| Descendió |
| --------- |
| Atenas    |

| Ascendió      |
| ------------- |
| Zárate Básket |

| Región                    | Cantidad |
| ------------------------- | -------- |
| Capital Federal           | 4        |
| Provincia de Buenos Aires | 4        |
| Corrientes                | 3        |
| Córdoba                   | 2        |
| Santiago del Estero       | 2        |
| Chubut                    | 1        |
| Formosa                   | 1        |
| La Rioja                  | 1        |
| Misiones                  | 1        |
| Santa Fe                  | 1        |

| Club                   | Ciudad               | Entrenador           | Estadio                                         | Capacidad |
| ---------------------- | -------------------- | -------------------- | ----------------------------------------------- | --------- |
| Argentino              | Junín                | Eduardo Jápez        | El Fortín de las Morochas                       | 1500      |
| Boca Juniors           | Buenos Aires         | Carlos Duro          | Estadio Luis Conde                              | 2000      |
| Ciclista Olímpico      | La Banda             | Leonardo Gutiérrez   | Vicente Rosales                                 | 3400      |
| Comunicaciones         | Mercedes             | Guillermo Saldaña    | Estadio de Comunicaciones                       | 3500      |
| Ferro Carril Oeste     | Buenos Aires         | Federico Fernández   | Estadio Héctor Etchart                          | 3500      |
| Gimnasia y Esgrima     | Comodoro Rivadavia   | Martín Villagrán     | Estadio Socios Fundadores                       | 1453      |
| Independiente          | Oliva                | Martín González      | Polideportivo Independiente DSC, ''El Gigante'' | 600       |
| Instituto              | Córdoba              | Lucas Victoriano     | Gimnasio Ángel Sandrín                          | 2000      |
| La Unión de Formosa    | Formosa              | Sebastián Ginóbili   | Estadio Cincuentenario                          | 4500      |
| Oberá Tenis Club       | Oberá                | Fabio Demti          | Estadio Dr. Luis Augusto Derna                  | 2000      |
| Obras Basket           | Buenos Aires         | Gregorio Martínez    | Estadio Obras Sanitarias                        | 3000      |
| Peñarol                | Mar del Plata        | Adrián Capelli       | Polideportivo Islas Malvinas                    | 8000      |
| Platense               | Florida              | Alejandro Vázquez    | Microestadio Ciudad de Vicente López            | 1200      |
| Quimsa                 | Santiago del Estero  | Manuel Córdoba       | Ciudad                                          | 5000      |
| Regatas Corrientes     | Corrientes           | Fernando Rivero      | José Jorge Contte                               | 3400      |
| Riachuelo              | La Rioja             | Daniel Farabello     | Superdomo La Rioja                              | 13 000    |
| San Lorenzo de Almagro | Buenos Aires         | Emmanuelle Quintans  | Polideportivo Roberto Pando                     | 2200      |
| San Martín             | Corrientes           | Diego Vadell         | El Fortín Rojinegro                             | 2500      |
| Unión                  | Santa Fe             | Juan Francisco Ponce | Ángel P. Malvicino                              | 4500      |
| Zárate Básket          | Zárate, Buenos Aires | Manuel Anglese       | DAM Stadium                                     | 2500      |

## Formato de competencia
El torneo está dividido en dos etapas, la fase regular y la postemporada. En primera instancia, los veinte equipos se enfrentan los unos a los otros dos veces, una vez como local y otra vez como visitante. Cada equipo que gane el partido obtiene dos puntos, mientras que aquel que pierda obtiene un punto. Con base a esos resultados se ordenan los equipos de mayor a menor puntaje obtenido en una única tabla.
Un punto a importante será que, previo al receso y tal como sucedió el año anterior, se disputará la Súper Copa de La Liga, la cual la jugarán Quimsa de Santiago del Estero (campeón de la temporada 2022/23) y Gimnasia y Esgrima de Comodoro Rivadavia (campeón de la Copa Súper 20). El evento se disputará el 20 de diciembre en sede neutral.  
Concluida la fase regular, los doce mejores equipos (1.° a 12.°) avanzan a la postemporada para definir al campeón del torneo, mientras que los dos peores (19.° y 20.°) definen entre sí al peor equipo de la temporada y quien pierde la plaza para la siguiente temporada. Los restantes equipos (13.° al 18.°) dejan de participar, conservando su plaza para la próxima edición.
De los doce mejores, los cuatro mejores acceden a los cuartos de final, mientras que los restantes (5.° al 12.°) disputan la reclasificación, al mejor de cinco encuentros, enfrentándose 5.° contra 12.°, 6.° contra 11.°, 7.° contra 10.° y 8.° contra 9.°. Los cuatro vencedores de la reclasificación se reordenan en función de la posición en la tabla de la fase regular de manera que se enfrentan en cuartos de final según el siguiente ordenamiento: 1.° contra peor clasificado, 2.° contra segundo peor clasificado, 3.° contra segundo mejor clasificado, 4.° contra mejor clasificado. Esta instancia se disputa, cómo el resto de los play-offs, al mejor de cinco partidos y los ganadores de las series acceden a las semifinales. Los ganadores de las semifinales disputan la final, donde el equipo que venza en la serie se proclama campeón de la temporada.
Métodos de desempate
Cuando exista un empate en puntos entre dos o más equipos al final de la fase regular, el desempate se definirá de la siguiente manera:
1. Enfrentamientos entre ambos equipos en la fase en cuestión.
2. Mayor diferencia de puntos en los partidos disputados entre ellos.
3. Mayor número de puntos conseguidos en los partidos disputados entre ellos.
4. Mayor diferencia de puntos en todos los partidos de la Fase en cuestión.
5. Mayor número de puntos conseguidos en todos los partidos de la Fase en cuestión.
6. Sorteo.

Permanencia.
Los dos últimos equipos de la tabla general se enfrentaran en una serie a 5 partidos, con ventaja de localía para el mejor ubicado. Quien resultase perdedor de la permanencia, descenderá hacia la segunda categoría del básquet nacional (La Liga Argentina) y su lugar en la Liga Nacional lo integrara el campeón de la actual Liga Argentina 2023/24, el cual se conocerá luego de la finalización de aquellos playoffs.

## Supercopa de La Liga
La Supercopa de La Liga es un torneo que enfrenta a los campeones de la temporada pasada, el campeón de la Liga Nacional y de la Copa Súper 20. Es a encuentro único y se programó para el 20 de diciembre de 2023. La copa se disputó en el Estadio Federación, en la ciudad de San Salvador de Jujuy. 
Quimsa - Gimnasia y Esgrima de Comodoro Rivadavia
| 20 de diciembre, 21:30 | Quimsa | 86–71   | Gimnasia y Esgrima de Comodoro Rivadavia | San Salvador de Jujuy                                                                                       |  |
|                        |        |         |                                          | |  |
|                        |        | Reporte |                                          | Pabellón: Estadio Federación de Básquet de Jujuy Árbitros: * Fabricio Vito * Diego Rougier * Franco Anselmo |  |

## Desarrollo del torneo

### Primera fase; fase regular
| Equipo | Equipo                        | PJ | PG | PP | Pts |
| ------ | ----------------------------- | -- | -- | -- | --- |
| 1.º    | Quimsa                        | 38 | 32 | 6  | 70  |
| 2.º    | Instituto                     | 38 | 27 | 11 | 65  |
| 3.º    | Ciclista Olímpico             | 38 | 25 | 13 | 63  |
| 4.º    | Boca Juniors                  | 38 | 24 | 14 | 62  |
| 5.º    | San Martín (Corrientes)       | 38 | 23 | 15 | 61  |
| 6.º    | Gimnasia (Comodoro Rivadavia) | 38 | 22 | 16 | 60  |
| 7.º    | San Lorenzo (Buenos Aires)    | 38 | 22 | 16 | 60  |
| 8.º    | Platense                      | 38 | 22 | 16 | 60  |
| 9.º    | Obras Basket                  | 38 | 22 | 16 | 60  |
| 10.º   | Oberá TC                      | 38 | 19 | 19 | 57  |
| 11.º   | Regatas Corrientes            | 38 | 19 | 19 | 57  |
| 12.º   | Peñarol                       | 38 | 18 | 20 | 56  |
| 13.º   | Ferro (Buenos Aires)          | 38 | 17 | 21 | 55  |
| 14.º   | Riachuelo (La Rioja)          | 38 | 16 | 22 | 54  |
| 15.º   | Zárate Basket                 | 38 | 16 | 22 | 54  |
| 16.º   | La Unión de Formosa           | 38 | 13 | 25 | 51  |
| 17.º   | Independiente (Oliva)         | 38 | 12 | 26 | 50  |
| 18.º   | Unión (Santa Fe)              | 38 | 11 | 27 | 49  |
| 19.º   | Argentino (Junín)             | 38 | 11 | 27 | 49  |
| 20º    | Comunicaciones (Mercedes)     | 38 | 9  | 28 | 46  |

|  | Clasificados a los cuartos de final.        |
|  | Clasificados a la reclasificación.          |
|  | Clasificados a la serie por la permanencia. |

### Segunda fase; play-offs

#### Play-offs de permanencia
Argentino (J) - Comunicaciones (M)
Juego 1:
| 28 de mayo | Argentino (J) | 79–74   | Comunicaciones (M) | Junín |  |  |
| 21:00      |               |         |                    | |  |  |
|            |               | Reporte |                    | Pabellón: El Fortín de Las Morochas Árbitros: *Pablo Estevez *Oscar Britez *Sergio Tarifeño Televisión: Basquetpass |  |  |
| 1-0        |               |         |                    | |  |  |
|            |               |         |                    | |  |  |

Juego 2:
| 30 de mayo | Argentino (J) | 89–72   | Comunicaciones (M) | Junín (Buenos Aires) |  |  |
| 21:00      |               |         |                    | |  |  |
|            |               | Reporte |                    | Pabellón: El Fortín de las Morochas Árbitros: *Fabricio Vito *Fernando Sampietro *Leonardo Zalazar. Televisión: TyC Sports |  |  |
| 2-0        |               |         |                    | |  |  |
|            |               |         |                    | |  |  |

Juego 3:
| 2 de junio                                                                        | Comunicaciones (M) | 61–93 | Argentino (J) | Mercedes (Corrientes) |
| 21:00                                                                             |                    |       |               | |
|                                                                                   |                    |       |               | Pabellón: Estadio de Comunicaciones Árbitros: *Juan José Fernández *Roberto Smith *Gonzalo Delsart Televisión: Basquetpass |
| 0-3                                                                               |                    |       |               | |
| Argentino (J) mantiene la categoría Comunicaciones (M) desciende a Liga Argentina |                    |       |               | |

#### Play-offs de campeonato

##### Cuadro
|  | Reclasificación | Reclasificación | Reclasificación   |                   |   | Cuartos de final | Cuartos de final | Cuartos de final |  |     | Semifinales | Semifinales | Semifinales |  |     | Final     | Final | Final |  |
|  |                 |                 |                   |                   |   |                  |                  |                  |  |     |             |             |             |  |     |           |       |       |  |
|  |                 |                 |                   |                   |   |                  |                  |                  |  |     |             |             |             |  |     |           |       |       |  |
|  |                 |                 |                   |                   |   |                  |                  |                  |  |     |             |             |             |  |     |           |       |       |  |
|  |                 |                 |                   |                   |   |                  |                  |                  |  |     |             |             |             |  |     |           |       |       |  |
|  |                 |                 |                   |                   |   |                  |                  |                  |  |     |             |             |             |  |     |           |       |       |  |
|  |                 | 1.°             | Quimsa            | 3                 |   |                  |                  |                  |  |     |             |             |             |  |     |           |       |       |  |
|  |                 |                 |                   | 3                 |   |                  |                  |                  |  |     |             |             |             |  |     |           |       |       |  |
|  |                 |                 | 12.°              | Peñarol           | 2 |                  |                  |                  |  |     |             |             |             |  |     |           |       |       |  |
|  | 5.°             | San Martín (C)  | 12.°              | Peñarol           | 2 | 1                |                  |                  |  |     |             |             |             |  |     |           |       |       |  |
|  | 5.°             | San Martín (C)  |                   |                   |   |                  |                  |                  |  |     |             |             |             |  |     |           |       |       |  |
|  | 12.°            | Peñarol         | 3                 |                   |   |                  |                  |                  |  |     |             |             |             |  |     |           |       |       |  |
|  | 12.°            | Peñarol         | 3                 |                   |   |                  |                  |                  |  | 1.° | Quimsa      | 2           |             |  |     |           |       |       |  |
|  |                 |                 |                   |                   |   |                  |                  |                  |  | 1.° | Quimsa      | 2           |             |  |     |           |       |       |  |
|  |                 |                 | 4.°               | Boca Juniors      | 3 |                  |                  |                  |  |     |             |             |             |  |     |           |       |       |  |
|  |                 |                 | 4.°               | Boca Juniors      | 3 |                  |                  |                  |  |     |             |             |             |  |     |           |       |       |  |
|  |                 |                 |                   |                   |   |                  |                  |                  |  |     |             |             |             |  |     |           |       |       |  |
|  |                 |                 |                   |                   |   |                  |                  |                  |  |     |             |             |             |  |     |           |       |       |  |
|  |                 | 4.°             | Boca Juniors      | 3                 |   |                  |                  |                  |  |     |             |             |             |  |     |           |       |       |  |
|  |                 |                 |                   | 3                 |   |                  |                  |                  |  |     |             |             |             |  |     |           |       |       |  |
|  |                 |                 | 7.°               | San Lorenzo       | 1 |                  |                  |                  |  |     |             |             |             |  |     |           |       |       |  |
|  | 7.°             | San Lorenzo     | 7.°               | San Lorenzo       | 1 | 3                |                  |                  |  |     |             |             |             |  |     |           |       |       |  |
|  | 7.°             | San Lorenzo     |                   |                   |   |                  |                  |                  |  |     |             |             |             |  |     |           |       |       |  |
|  | 10.°            | Oberá TC        | 0                 |                   |   |                  |                  |                  |  |     |             |             |             |  |     |           |       |       |  |
|  | 10.°            | Oberá TC        | 0                 |                   |   |                  |                  |                  |  |     |             |             |             |  | 2.° | Instituto | 2     |       |  |
|  |                 |                 |                   |                   |   |                  |                  |                  |  |     |             |             |             |  | 2.° | Instituto | 2     |       |  |
|  |                 |                 | 4.°               | Boca Juniors      | 4 |                  |                  |                  |  |     |             |             |             |  |     |           |       |       |  |
|  |                 |                 | 4.°               | Boca Juniors      | 4 |                  |                  |                  |  |     |             |             |             |  |     |           |       |       |  |
|  |                 |                 |                   |                   |   |                  |                  |                  |  |     |             |             |             |  |     |           |       |       |  |
|  |                 |                 |                   |                   |   |                  |                  |                  |  |     |             |             |             |  |     |           |       |       |  |
|  |                 | 2.°             | Instituto         | 3                 |   |                  |                  |                  |  |     |             |             |             |  |     |           |       |       |  |
|  |                 |                 |                   | 3                 |   |                  |                  |                  |  |     |             |             |             |  |     |           |       |       |  |
|  |                 |                 | 11.°              | Regatas (C)       | 2 |                  |                  |                  |  |     |             |             |             |  |     |           |       |       |  |
|  | 6.°             | Gimnasia (CR)   | 11.°              | Regatas (C)       | 2 | 0                |                  |                  |  |     |             |             |             |  |     |           |       |       |  |
|  | 6.°             | Gimnasia (CR)   |                   |                   |   |                  |                  |                  |  |     |             |             |             |  |     |           |       |       |  |
|  | 11.°            | Regatas (C)     | 3                 |                   |   |                  |                  |                  |  |     |             |             |             |  |     |           |       |       |  |
|  | 11.°            | Regatas (C)     | 3                 |                   |   |                  |                  |                  |  | 2.° | Instituto   | 3           |             |  |     |           |       |       |  |
|  |                 |                 |                   |                   |   |                  |                  |                  |  | 2.° | Instituto   | 3           |             |  |     |           |       |       |  |
|  |                 |                 | 3.°               | Ciclista Olimpico | 2 |                  |                  |                  |  |     |             |             |             |  |     |           |       |       |  |
|  |                 |                 | 3.°               | Ciclista Olimpico | 2 |                  |                  |                  |  |     |             |             |             |  |     |           |       |       |  |
|  |                 |                 |                   |                   |   |                  |                  |                  |  |     |             |             |             |  |     |           |       |       |  |
|  |                 |                 |                   |                   |   |                  |                  |                  |  |     |             |             |             |  |     |           |       |       |  |
|  |                 | 3.°             | Ciclista Olimpico | 3                 |   |                  |                  |                  |  |     |             |             |             |  |     |           |       |       |  |
|  |                 |                 |                   | 3                 |   |                  |                  |                  |  |     |             |             |             |  |     |           |       |       |  |
|  |                 |                 | 8.°               | Platense          | 0 |                  |                  |                  |  |     |             |             |             |  |     |           |       |       |  |
|  | 8.°             | Platense        | 8.°               | Platense          | 0 | 3                |                  |                  |  |     |             |             |             |  |     |           |       |       |  |
|  | 8.°             | Platense        |                   |                   |   |                  |                  |                  |  |     |             |             |             |  |     |           |       |       |  |
|  | 9.°             | Obras           | 2                 |                   |   |                  |                  |                  |  |     |             |             |             |  |     |           |       |       |  |
|  | 9.°             | Obras           | 2                 |                   |   |                  |                  |                  |  |     |             |             |             |  |     |           |       |       |  |
|  |                 |                 |                   |                   |   |                  |                  |                  |  |     |             |             |             |  |     |           |       |       |  |

Notas: Los equipos ubicados en la primera línea obtuvieron ventaja de localía.
Los resultados a la derecha de cada equipo representan los partidos ganados en la serie.

##### Reclasificación
Gimnasia (CR) vs. Regatas (C)
Juego 1
| 26 de mayo, 20:30 | Gimnasia (CR)                                              | 83–89                | Regatas (C)                                        | Comodoro Rivadavia                                                                                             |  |  |
|                   | Parciales: 13-22, 20-13, 15-26, 27-14 (T.E.: 8-14)         |                      |                                                    | |  |  |
|                   | Estadísticas De Vaughn, G. 19 De Vaughn, G. 10 White, T. 3 | Reporte Pts Reb Asts | Estadísticas Thomas, C. 23 Elias, G. 9 Jaime, A. 3 | Pabellón: Socios Fundadores Árbitros: *Pablo Estévez *Diego Rougier *Alberto Ponzo. Televisión: basquetpass.tv |  |  |
| 0-1               |                                                            |                      |                                                    | |  |  |
|                   |                                                            |                      |                                                    | |  |  |

Juego 2
| 28 de mayo, 21:00 | Gimnasia (CR)                                           | 74–81                | Regatas (C)                                     | Comodoro Rivadavia                                                                                                   |  |  |
|                   | Parciales: 20-23, 22-18, 13-14, 19-26                   |                      |                                                 | |  |  |
|                   | Estadísticas Gramajo, P. 31 De Vaughn. G. 8 White, T. 2 | Reporte Pts Reb Asts | Estadísticas Diez, A. 18 Diez, A. 8 Jaime, A. 5 | Pabellón: Socios Fundadores Árbitros: *Fernando Sampietro *Julio Dinamarca *Raúl Lorenzo. Televisión: basquetpass.tv |  |  |
| 0-2               |                                                         |                      |                                                 | |  |  |
|                   |                                                         |                      |                                                 | |  |  |

Juego 3
| 31 de mayo, 21:00                      | Regatas (C)                           | 81–74   | Gimnasia (CR) | Corrientes (ciudad) |  |
|                                        | Parciales: 21-14, 15-17, 18-23, 27-20 |         |               | |  |
|                                        |                                       | Reporte |               | Pabellón: Estadio José Jorge Contte Árbitros: *Juan Fernández *Roberto Smith *Sebastián Vasallo. Televisión: basquetpass.tv |  |
| 3-0                                    |                                       |         |               | |  |
| Regatas (C) avanza a cuartos de final. |                                       |         |               | |  |

San Martín (C) vs. Peñarol
Juego 1
| 27 de mayo, 21:00 | San Martín (C)                                             | 87–70                | Peñarol                                                     | Corrientes (ciudad)                                                                                               |  |  |
|                   | Parciales: 22-13, 18-22, 22-20, 25-15                      |                      |                                                             | |  |  |
|                   | Estadísticas Vallejos, R. 16 Carabali, B. 10 Buendia, C. 4 | Reporte Pts Reb Asts | Estadísticas 24 Valinotti, J. 9 Simpson, D. 7 Fernandez, V. | Pabellón: El Fortín Rojinegro Árbitros: *Juan José Fernández *Jorge Chávez *Pedro Hoyo Televisión: basquetpass.tv |  |  |
| 1-0               |                                                            |                      |                                                             | |  |  |
|                   |                                                            |                      |                                                             | |  |  |

Juego 2
| 29 de mayo, 21:30 | San Martín (C)                                            | 70–72                | Peñarol                                                     | Corrientes (ciudad)                                                                                                 |  |  |
|                   | Parciales: 17-15, 25-18, 19-18, 9-21                      |                      |                                                             | |  |  |
|                   | Estadísticas Vallejos, R. 18 Carabali, B. 9 Buendia, C. 3 | Reporte Pts Reb Asts | Estadísticas 19 Thornton, W. 11 Simpson, D. 3 Valinotti, J. | Pabellón: El Fortín Rojinegro Árbitros: *Alejandro Chito *Danilo Molina *Enrique Cáceres Televisión: basquetpass.tv |  |  |
| 1-1               |                                                           |                      |                                                             | |  |  |
|                   |                                                           |                      |                                                             | |  |  |

Juego 3
| 1 de junio, 21:00 | Peñarol | 66–54   | San Martín (C) | Mar del Plata |  |  |
|                   |         |         |                | |  |  |
|                   |         | Reporte |                | Pabellón: Polideportivo Islas Malvinas Árbitros: *Pablo Estévez *Fernando Sampietro *Emanuel Sánchez Televisión: basquetpass.tv |  |  |
| 2-1               |         |         |                | |  |  |
|                   |         |         |                | |  |  |

Juego 4
| 3 de junio, 21:00                 | Peñarol | 70–56   | San Martín (C) | Mar del Plata |  |
|                                   |         |         |                | |  |
|                                   |         | Reporte |                | Pabellón: Polideportivo Islas Malvinas Árbitros: *Oscar Brítez *Diego Rougier *Alberto Ponzo Televisión: basquetpass.tv |  |
| 3-1                               |         |         |                | |  |
| Regatas avanza a cuartos de final |         |         |                | |  |

Platense vs Obras
Juego 1
| 26 de mayo, 20:00 | Platense                                              | 78–69                | Obras                                                 | Vicente López (Buenos Aires)                                                                                        |  |  |
|                   | Parciales: 18-11, 14-14, 20-23, 26-21                 |                      |                                                       | |  |  |
|                   | Estadísticas Vazquez, F. 18 Ianguas, P. 10 Flor, E. 5 | Reporte Pts Reb Asts | Estadísticas 15 Clarke, C. 12 Clarke, C. 3 Clarke, C. | Pabellón: Ciudad de Vicente López Árbitros: *Fabricio Vito *Oscar Brítez *Silvio Guzmán. Televisión: basquetpass.tv |  |  |
| 1-0               |                                                       |                      |                                                       | |  |  |
|                   |                                                       |                      |                                                       | |  |  |

Juego 2
| 28 de mayo, 20:00 | Platense                                              | 99–103               | Obras                                                 | Vicente López (Buenos Aires)                                                                                            |  |  |
|                   | Parciales: 20-22, 22-21, 21-21, 21-20 (T.E.: 15-19)   |                      |                                                       | |  |  |
|                   | Estadísticas Flor, E. 40 Ianguas, P. 6 Corbalan, J. 5 | Reporte Pts Reb Asts | Estadísticas 27 Clarke, C. 13 Clarke, C. 5 Spight, A. | Pabellón: Ciudad de Vicente López Árbitros: *Diego Rougier *Leonardo Zalazar *Alberto Ponzo. Televisión: basquetpass.tv |  |  |
| 1-1               |                                                       |                      |                                                       | |  |  |
|                   |                                                       |                      |                                                       | |  |  |

Juego 3
| 30 de mayo, 21:05 | Obras                                                  | 65–75                | Platense                                              | Buenos Aires |  |  |
|                   | Parciales: 15-25, 14-21, 16-16, 20-13                  |                      |                                                       | |  |  |
|                   | Estadísticas Spight, A. 21 Solarin, J. 5 Venegas, J. 3 | Reporte Pts Reb Asts | Estadísticas 21 Flor, E. 10 Thomas, Q. 2 Barrales, S. | Pabellón: El Templo del Rock Árbitros: *Alejandro Chiti *Julio Dinamarca *Cristian Salguero. Televisión: DSports |  |  |
| 1-2               |                                                        |                      |                                                       | |  |  |
|                   |                                                        |                      |                                                       | |  |  |

Juego 4
| 1 de junio, 11:30 | Obras                                                | 79–63                | Platense                                                  | Buenos Aires                                                                                                |  |  |
|                   | Parciales: 20-11, 19-17, 24-19, 16-16                |                      |                                                           | |  |  |
|                   | Estadísticas Clarke, C. 16 Spight, A. 9 Barral, A. 4 | Reporte Pts Reb Asts | Estadísticas 14 Thomas, Q. 10 Morales, J. 2 Goicoechea, M | Pabellón: El Templo del Rock Árbitros: *Fabricio Vito *Raúl Sánchez *Gonzalo Delsart Televisión: TyC Sports |  |  |
| 2-2               |                                                      |                      |                                                           | |  |  |
|                   |                                                      |                      |                                                           | |  |  |

Juego 5
| 5 de junio, 20:30                  | Platense | 90–77   | Obras | Vicente López (Buenos Aires)                                                                                              |  |
|                                    |          |         |       | |  |
|                                    |          | Reporte |       | Pabellón: Ciudad de Vicente López Árbitros: *Alejandro Chiti *Oscar Brítez *Alejandro Zanabone Televisión: basquetpass.tv |  |
| 3-2                                |          |         |       | |  |
| Platense avanza a cuartos de final |          |         |       | |  |

San Lorenzo vs. Oberá TC
Juego 1
| 27 de mayo, 20:00 | San Lorenzo                                          | 91–84                | Oberá TC                                                  | Buenos Aires |  |  |
|                   | Parciales: 12-14, 22-24, 21-12, 15-20 (T.E.: 21-14)  |                      |                                                           | |  |  |
|                   | Estadísticas Hernández, K. 20 Lugo, S. 9 Perez, L. 7 | Reporte Pts Reb Asts | Estadísticas 20 Ascanio, J. 12 Ascanio, J. 2 Hilliard, A. | Pabellón: Roberto Pando Árbitros: *Alejandro Chiti *Sergio Tarifeño *Gonzalo Delsart. Televisión: basquetpass.tv |  |  |
| 1-0               |                                                      |                      |                                                           | |  |  |
|                   |                                                      |                      |                                                           | |  |  |

Juego 2
| 29 de mayo, 20:55 | San Lorenzo                                     | 86–73                | Oberá TC                                               | Buenos Aires                                                                                         |  |  |
|                   | Parciales: 24-18, 27-13, 18-21, 17-21           |                      |                                                        | |  |  |
|                   | Estadísticas Grun, F. 18 Lugo, S. 7 Perez, L. 9 | Reporte Pts Reb Asts | Estadísticas 15 Guyton, C. 7 Ascanio, J. 4 Laterza, J. | Pabellón: Roberto Pando Árbitros: *Fabricio Vito *Oscar Brítez *Raúl Sánchez. Televisión: TyC Sports |  |  |
| 2-0               |                                                 |                      |                                                        | |  |  |
|                   |                                                 |                      |                                                        | |  |  |

Juego 3
| 1 de junio, 21:00                     | Oberá TC | 83–90   | San Lorenzo | Oberá |  |
|                                       |          |         |             | |  |
|                                       |          | Reporte |             | Pabellón: Estadio OTC Árbitros: *Juan José Fernández *Roberto Smith *Nicolás D’anna Televisión: basquetpass.tv |  |
| 0-3                                   |          |         |             | |  |
| San Lorenzo avanza a cuartos de final |          |         |             | |  |

##### Cuartos de final
Quimsa vs. Peñarol
Juego 1
| 8 de junio, 21:00 | Quimsa | 79–47   | Peñarol | Santiago del Estero |  |  |
|                   |        |         |         | |  |  |
|                   |        | Reporte |         | Pabellón: Polideportivo de la Provincia de Santiago del Estero Árbitros: * Juan José Fernández * Alejandro Zanabone * Danilo Molina Televisión: basquetpass.tv |  |  |
| 1-0               |        |         |         | |  |  |
|                   |        |         |         | |  |  |

Juego 2
| 10 de junio, 22:00 | Quimsa | 70–85   | Peñarol | Santiago del Estero |  |  |
|                    |        |         |         | |  |  |
|                    |        | Reporte |         | Pabellón: Polideportivo de la Provincia de Santiago del Estero Árbitros: *Oscar Brítez *Julio Dinamarca *Alberto Ponzo Televisión: basquetpass.tv |  |  |
| 1-1                |        |         |         | |  |  |
|                    |        |         |         | |  |  |

Juego 3
| 13 de junio, 21:00 | Peñarol | 75–83   | Quimsa | Mar del Plata |  |  |
|                    |         |         |        | |  |  |
|                    |         | Reporte |        | Pabellón: Polideportivo Islas Malvinas Árbitros: *Fabricio Vito *Diego Rougier *Gonzalo Delsart Televisión: basquetpass.tv |  |  |
| 1-2                |         |         |        | |  |  |
|                    |         |         |        | |  |  |

Juego 4
| 15 de junio, 21:00 | Peñarol | 65–64   | Quimsa | Mar del Plata |  |  |
|                    |         |         |        | |  |  |
|                    |         | Reporte |        | Pabellón: Polideportivo Islas Malvinas Árbitros: *Alejandro Chiti *Roberto Smith *Pedro Hoyo Televisión: basquetpass.tv |  |  |
| 2-2                |         |         |        | |  |  |
|                    |         |         |        | |  |  |

Juego 5
| 18 de junio                 | Quimsa | 91–60   | Peñarol | Santiago del Estero |  |
| 22:00                       |        |         |         | |  |
|                             |        | Reporte |         | Pabellón: Polideportivo de la Provincia de Santiago del Estero Árbitros: *Juan José Fernández *Alejandro Zanabone *Raúl Sánchez Televisión: basquetpass.tv |  |
| 3-2                         |        |         |         | |  |
| Quimsa avanza a semifinales |        |         |         | |  |

Boca Juniors vs. San Lorenzo
Juego 1
| 8 de junio, 11:30 | Boca Jrs.                                                      | 79–77                | San Lorenzo                                              | Buenos Aires |  |  |
|                   | Parciales: 21-28, 23-21, 12-18, 23-10                          |                      |                                                          | |  |  |
|                   | Estadísticas Leo Mainoldi 20 Marcos Mata 5 Leonel Schattmann 6 | Reporte Pts Reb Asts | Estadísticas 20 Hernandez, K. 6 Basualdo, I. 3 Perez, L. | Pabellón: Estadio Luis Conde Árbitros: *Alejandro Chiti *Fernando Sampietro *Julio Dinamarca Televisión: TyC Sports |  |  |
| 1-0               |                                                                |                      |                                                          | |  |  |
|                   |                                                                |                      |                                                          | |  |  |

Juego 2
| 10 de junio, 20:30 | Boca Jrs.                                                   | 91–47                | San Lorenzo                                               | Buenos Aires                                                                                              |  |  |
|                    | Parciales: 25-14, 22-14, 18-6, 26-13                        |                      |                                                           | |  |  |
|                    | Estadísticas José Vildoza 15 Marcos Mata 7 José Defelippo 3 | Reporte Pts Reb Asts | Estadísticas 15 Marin, F. 12 Hernandez, K. 2 Conrradi, F. | Pabellón: Estadio Luis Conde Árbitros: *Fabricio Vito *Roberto Smith *Sergio Tarifeño Televisión: DSports |  |  |
| 2-0                |                                                             |                      |                                                           | |  |  |
|                    |                                                             |                      |                                                           | |  |  |

Juego 3
| 13 de junio, 21:00 | San Lorenzo                                               | 77–67                | Boca Jrs.                                                  | Buenos Aires |  |  |
|                    | Parciales: 23-14, 24-24, 16-15, 14-14                     |                      |                                                            | |  |  |
|                    | Estadísticas Basualdo, I. 20 Hernandez, K. 11 Perez, L. 9 | Reporte Pts Reb Asts | Estadísticas 20 José Vildoza 7 José Vildoza 3 Leo Mainoldi | Pabellón: Polideportivo Roberto Pando Árbitros: *Oscar Brítez *Leonardo Zalazar *Raúl Sánchez Televisión: TyC Sports |  |  |
| 1-2                |                                                           |                      |                                                            | |  |  |
|                    |                                                           |                      |                                                            | |  |  |

Juego 4
| 15 de junio, 11:30                | San Lorenzo                                        | 68–77                | Boca Jrs.                                             | Buenos Aires |  |
|                                   | Parciales: 14-18, 17-11, 24-18, 13-30              |                      |                                                       | |  |
|                                   | Estadísticas Hernández K. 19 Lugo S. 10 Pérez L. 7 | Reporte Pts Reb Asts | Estadísticas 5 Vildoza J. 10 Langston W. 5 Vildoza J. | Pabellón: Polideportivo Roberto Pando Árbitros: *Pablo Estévez *Alejandro Zanabone *Danilo Molina Televisión: TyC Sports |  |
| 1-3                               |                                                    |                      |                                                       | |  |
| Boca Juniors avanza a semifinales |                                                    |                      |                                                       | |  |

Instituto vs.  Regatas
Juego 1
| 9 de junio, 20:00 | Instituto | 76–86   | Regatas | Córdoba (Argentina)                                                                                                   |  |  |
|                   |           |         |         | |  |  |
|                   |           | Reporte |         | Pabellón: Gimnasio Ángel Sandrín Árbitros: * Pablo Estévez *Diego Rougier *Nicolás D' anna Televisión: basquetpass.tv |  |  |
| 0-1               |           |         |         | |  |  |
|                   |           |         |         | |  |  |

Juego 2
| 11 de junio, 21:00 | Instituto | 110–74  | Regatas | Córdoba (Argentina) |  |  |
|                    |           |         |         | |  |  |
|                    |           | Reporte |         | Pabellón: Gimnasio Ángel Sandrín Árbitros: *Alejandro Chiti *Leonardo Zalazar *Julio Dinamarca Televisión: basquetpass.tv |  |  |
| 1-1                |           |         |         | |  |  |
|                    |           |         |         | |  |  |

Juego 3
| 14 de junio, 21:00 | Regatas | 76–54   | Instituto | Ciudad de Corrientes |  |  |
|                    |         |         |           | |  |  |
|                    |         | Reporte |           | Pabellón: Estadio José Jorge Contte Árbitros: * Fernando Sampietro * Juan Fernández * Cristian Salguero Televisión: basquetpass.tv |  |  |
| 2-1                |         |         |           | |  |  |
|                    |         |         |           | |  |  |

Juego 4
| 16 de junio, 20:30 | Regatas | 81–85   | Instituto | Ciudad de Corrientes                                                                                                 |  |  |
|                    |         |         |           | |  |  |
|                    |         | Reporte |           | Pabellón: Estadio José Jorge Contte Árbitros: *Pablo Estévez *Diego Rougier *Raúl Lorenzo Televisión: basquetpass.tv |  |  |
| 2-2                |         |         |           | |  |  |
|                    |         |         |           | |  |  |

Juego 5
| 19 de junio                    | Instituto | 90–77   | Regatas | Córdoba (Argentina) |  |
|                                |           |         |         | |  |
|                                |           | Reporte |         | Pabellón: Gimnasio Ángel Sandrín Árbitros: * Fabricio Vito * Alejandro Chiti * Alberto Ponzo Televisión: basquetpass.tv |  |
| 3-2                            |           |         |         | |  |
| Instituto avanza a semifinales |           |         |         | |  |

Ciclista Olímpico vs. Platense
Juego 1
| 9 de junio | Olímpico | 101–84  | Platense | La Banda |  |  |
|            |          |         |          | |  |  |
|            |          | Reporte |          | Pabellón: Estadio Vicente Rosales Árbitros: *Fernando Sampietro *Alberto Ponzo *Raúl Sánchez Televisión: TyC Sports 2 |  |  |
| 1-0        |          |         |          | |  |  |
|            |          |         |          | |  |  |

Juego 2
| 11 de junio, 22:00 | Olímpico | 86–70   | Platense | La Banda |  |  |
|                    |          |         |          | |  |  |
|                    |          | Reporte |          | Pabellón: Estadio Vicente Rosales Árbitros: *Pablo Estévez *Sergio Tarifeño *Jorge Chávez Televisión: TyC Sports |  |  |
| 2-0                |          |         |          | |  |  |
|                    |          |         |          | |  |  |

Juego 3
| 14 de junio, 20:00            | Platense | 70–72   | Olímpico | Vicente López (Buenos Aires)                                                                                             |  |
|                               |          |         |          | |  |
|                               |          | Reporte |          | Pabellón: Ciudad de Vicente Lopez Árbitros: * Alejandro Chiti * Alejandro Zanabone * Julio Dinamarca Televisión: DSports |  |
| 0-3                           |          |         |          | |  |
| Olímpico avanza a semifinales |          |         |          | |  |

##### Semifinales
Quimsa vs Boca Jrs.
Juego 1
| 22 de junio | Quimsa                                                          | 82–74                                 | Boca Jrs.                                                  | Santiago del Estero                                                                                      |  |
| 11:30 | Parciales: 19-21, 20-27, 26-14, 17-12                           | Parciales: 19-21, 20-27, 26-14, 17-12 | Parciales: 19-21, 20-27, 26-14, 17-12                      | |  |
| | Estadísticas Ramírez Barrios, F. 24 Basabe, E. 7 Brussino, J. 3 | Reporte Pts Reb Asts                  | Estadísticas 16 Langston, W. 7 Mainoldi, L. 2 Langston, W. | Pabellón: Estadio Ciudad Árbitros: *Fabricio Vito *Diego Rougier *Sergio Tarifeño Televisión: TyC Sports |  |
| 1-0 |                                                                 |                                       |                                                            | |  |
| Boca Jrs. no tiró ni un solo tiro libre en todo el partido, marcando un récord en La Liga, siendo la primera vez que esto ocurre. |                                                                 |                                       |                                                            | |  |

Juego 2
| 24 de junio | Quimsa                                                            | 71–77                                 | Boca Jrs.                                            | Santiago del Estero                                                                                        |  |  |
| 21:00       | Parciales: 18-20, 22-16, 18-24, 13-17                             | Parciales: 18-20, 22-16, 18-24, 13-17 | Parciales: 18-20, 22-16, 18-24, 13-17                | |  |  |
|             | Estadísticas Gallizzi, T. 18 Ramírez Barrios, F. 9 Brussino, J. 4 | Reporte Pts Reb Asts                  | Estadísticas 18 Vildoza, J. 8 Vildoza, J. 3 Vega, S. | Pabellón: Estadio Ciudad Árbitros: * Fernando Sampietro * Oscar Brítez * Danilo Molina Televisión: DSports |  |  |
| 1-1         |                                                                   |                                       |                                                      | |  |  |
|             |                                                                   |                                       |                                                      | |  |  |

Juego 3
| 27 de junio | Boca Jrs.                                             | 73–78                                 | Quimsa                                                             | Buenos Aires |  |  |
| 21:00       | Parciales: 20-17, 16-27, 17-22, 20-12                 | Parciales: 20-17, 16-27, 17-22, 20-12 | Parciales: 20-17, 16-27, 17-22, 20-12                              | |  |  |
|             | Estadísticas Vildoza, J. 19 Vega, S. 10 Vildoza, J. 4 | Reporte Pts Reb Asts                  | Estadísticas 13 Brussino, J. 13 Ramirez Barrios, F. 6 Robinson, B. | Pabellón: Estadio Luis Conde Árbitros: *Alejandro Chiti *Juan José Fernández *Julio Dinamarca Televisión: TyC Sports 2 |  |  |
| 1-2         |                                                       |                                       |                                                                    | |  |  |
|             |                                                       |                                       |                                                                    | |  |  |

Juego 4
| 29 de junio | Boca Jrs.                                             | 84–70                                | Quimsa                                                            | Buenos Aires |  |  |
| 11:30       | Parciales: 24-18, 18-8, 17-24, 25-20                  | Parciales: 24-18, 18-8, 17-24, 25-20 | Parciales: 24-18, 18-8, 17-24, 25-20                              | |  |  |
|             | Estadísticas Langston, W. 20 Vega, S. 8 Vildoza, J. 6 | Reporte Pts Reb Asts                 | Estadísticas 17 Robinson, B. 3 Brussino, J. 5 Ramírez Barrios, F. | Pabellón: Estadio Luis Conde Árbitros: * Oscar Brítez * Leonardo Zalazar * Alejandro Zanabone Televisión: TyC Sports 2 |  |  |
| 2-2         |                                                       |                                      |                                                                   | |  |  |
|             |                                                       |                                      |                                                                   | |  |  |

Juego 5
| 2 de julio                                      | Quimsa                                                    | 69–74                                               | Boca Jrs.                                            | Santiago del Estero                                                                                        |  |
| 20:00                                           | Parciales: 14-14, 16-19, 13-14, 15-11 (T.E.: 11-16)       | Parciales: 14-14, 16-19, 13-14, 15-11 (T.E.: 11-16) | Parciales: 14-14, 16-19, 13-14, 15-11 (T.E.: 11-16)  | |  |
|                                                 | Estadísticas Gallizzi, T. 15 Basabe, E. 14 Brussino, J. 2 | Reporte Pts Reb Asts                                | Estadísticas 22 Vildoza, J. 9 Vega, S. 3 Vildoza, J. | Pabellón: Estadio Ciudad Árbitros: * Fabricio Vito * Diego Rougier * Raúl Sánchez Televisión: TyC Sports 2 |  |
| 2-3                                             |                                                           |                                                     |                                                      | |  |
| Boca Jrs. avanza a la final de la Liga Nacional |                                                           |                                                     |                                                      | |  |

Instituto vs. Ciclista Olímpico
Juego 1
| 23 de junio | Instituto | 89–85   | Olímpico | Córdoba |  |  |
| 20:00       |           |         |          | |  |  |
|             |           | Reporte |          | Pabellón: Estadio Angel Sandrín Árbitros: * Pablo Estévez * Juan José Fernández * Ariel Rosas Televisión: basquetpass.tv |  |  |
| 1-0         |           |         |          | |  |  |
|             |           |         |          | |  |  |

Juego 2
| 25 de junio | Instituto | 82–73   | Olímpico | Córdoba |  |  |
| 19:30       |           |         |          | |  |  |
|             |           | Reporte |          | Pabellón: Estadio Angel Sandrín Árbitros: *Fernando Sampietro *Diego Rougier *Raúl Sánchez Televisión: basquetpass.tv |  |  |
| 2-0         |           |         |          | |  |  |
|             |           |         |          | |  |  |

Juego 3
| 28 de junio | Olímpico                                            | 107–101                                             | Instituto                                           | La Banda |  |  |
| 22:00       | Parciales: 20-19, 17-14, 18-17, 24-29 (T.E.: 28-22) | Parciales: 20-19, 17-14, 18-17, 24-29 (T.E.: 28-22) | Parciales: 20-19, 17-14, 18-17, 24-29 (T.E.: 28-22) | |  |  |
|             |                                                     | Reporte                                             |                                                     | Pabellón: Estadio Vicente Rosales Árbitros: *Fabricio Vito *Julio Dinamarca *Alberto Ponzo Televisión: TyC Sports |  |  |
| 1-2         |                                                     |                                                     |                                                     | |  |  |
|             |                                                     |                                                     |                                                     | |  |  |

Juego 4
| 30 de junio | Olímpico | 78–70   | Instituto | La Banda |  |  |
| 21:00       |          |         |           | |  |  |
|             |          | Reporte |           | Pabellón: Estadio Vicente Rosales Árbitros: *Alejandro Chiti *Leonardo Zalazar *Roberto Smith Televisión: TyC Sports 2 |  |  |
| 2-2         |          |         |           | |  |  |
|             |          |         |           | |  |  |

Juego 5
| 3 de julio                                      | Instituto | 73–62   | Olímpico | Córdoba |  |
| 22:00                                           |           |         |          | |  |
|                                                 |           | Reporte |          | Pabellón: Estadio Angel Sandrín Árbitros: *Fabricio Vito *Fernando Sampietro *Danilo Molina Televisión: TyC Sports 2 |  |
| 3-2                                             |           |         |          | |  |
| Instituto avanza a la final de la Liga Nacional |           |         |          | |  |

##### Finales

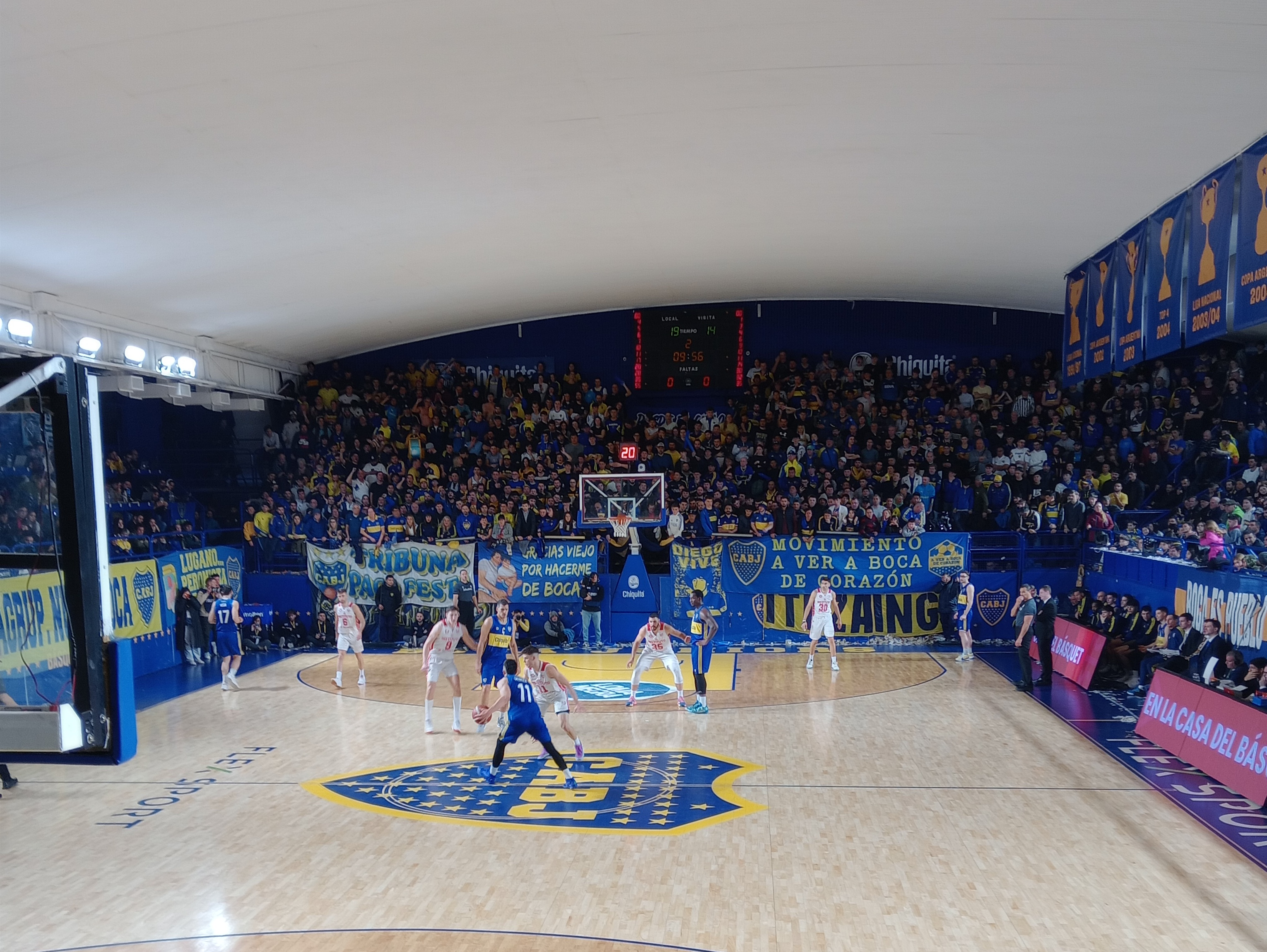
Boca enfrentando como local a Instituto de Córdoba en las finales 2023-24

Instituto vs.  Boca Jrs.
Juego 1
| 6 de julio | Instituto                                               | 100–96                                              | Boca Jrs.                                           | Córdoba |  |  |
| 22:10      | Parciales: 26-25, 20-15, 20-17, 13-22 (T.E.: 21-17)     | Parciales: 26-25, 20-15, 20-17, 13-22 (T.E.: 21-17) | Parciales: 26-25, 20-15, 20-17, 13-22 (T.E.: 21-17) | |  |  |
|            | Estadísticas Pomoli, N. 17 Lugarini, B. 7 Copello, N. 7 | Reporte Pts Reb Asts                                | Estadísticas 26 Mata, M. 8 Langston, W. 3 Mata, M.  | Pabellón: Estadio Angel Sandrín Árbitros: *Alejandro Chiti *Diego Rougier *Julio Dinamarca Televisión: TyC Sports 2 |  |  |
| 1-0        |                                                         |                                                     |                                                     | |  |  |
|            |                                                         |                                                     |                                                     | |  |  |

Juego 2
| 8 de julio | Instituto                                                | 86–79                                            | Boca Jrs.                                         | Córdoba |  |  |
| 21:10      | Parciales: 25-19, 21-23, 9-24, 19-8 (T.E.: 12-5)         | Parciales: 25-19, 21-23, 9-24, 19-8 (T.E.: 12-5) | Parciales: 25-19, 21-23, 9-24, 19-8 (T.E.: 12-5)  | |  |  |
|            | Estadísticas Jefferson, B. 22 Pomoli, N. 10 Pomoli, N. 5 | Reporte Pts Reb Asts                             | Estadísticas 16 Vega, S. 7 Mainoldi, L. 6 Mata, M | Pabellón: Estadio Angel Sandrin Árbitros: *Fabricio Vito *Fernando Sampietro *Alberto Ponzo Televisión: TyC Sports 2 |  |  |
| 2-0        |                                                          |                                                  |                                                   | |  |  |
|            |                                                          |                                                  |                                                   | |  |  |

Juego 3
| 11 de julio | Boca Jrs.                                                  | 77–68                                 | Instituto                                               | Buenos Aires |  |  |
| 21:10       | Parciales: 19-14, 15-13, 18-20, 25-21                      | Parciales: 19-14, 15-13, 18-20, 25-21 | Parciales: 19-14, 15-13, 18-20, 25-21                   | |  |  |
|             | Estadísticas Schattmann, L. 25 Mata, M. 9 Schattmann, L. 5 | Reporte Pts Reb Asts                  | Estadísticas 16 Pomoli, N. 9 Lugarini, B. 3 Vildoza, L. | Pabellón: Estadio Luis Conde Árbitros: *Alejandro Chiti *Juan José Fernández *Danilo Molina Televisión: TyC Sports 2 |  |  |
| 1-2         |                                                            |                                       |                                                         | |  |  |
|             |                                                            |                                       |                                                         | |  |  |

Juego 4
| 13 de julio | Boca Jrs.                                           | 70–66                                 | Instituto                                                | Buenos Aires                                                                                                   |  |  |
| 18:10       | Parciales: 21-16, 14-17, 17-22, 18-11               | Parciales: 21-16, 14-17, 17-22, 18-11 | Parciales: 21-16, 14-17, 17-22, 18-11                    | |  |  |
|             | Estadísticas Mata, M. 15 Mata, M. 10 Langston, L. 3 | Reporte Pts Reb Asts                  | Estadísticas 16 Copello, N. 8 Lugarini, B. 5 Vildoza, L. | Pabellón: Estadio Luis Conde Árbitros: *Pablo Estévez *Leonardo Zalazar *Raúl Sánchez Televisión: TyC Sports 2 |  |  |
| 2-2         |                                                     |                                       |                                                          | |  |  |
|             |                                                     |                                       |                                                          | |  |  |

Juego 5
| 16 de julio | Instituto                                                  | 77–80                                 | Boca Jrs.                                          | Córdoba |  |  |
| 22:10       | Parciales: 21-24, 25-18, 14-24, 17-14                      | Parciales: 21-24, 25-18, 14-24, 17-14 | Parciales: 21-24, 25-18, 14-24, 17-14              | |  |  |
|             | Estadísticas Lugarini, B. 16 Lugarini, B. 11 Copello, N. 6 | Reporte Pts Reb Asts                  | Estadísticas 23 Vildoza, J. 13 Mata, M. 4 Mata, M. | Pabellón: Estadio Angel Sandrin Árbitros: *Fabricio Vito *Juan José Fernández *Diego Rougier Televisión: TyC Sports |  |  |
| 2-3         |                                                            |                                       |                                                    | |  |  |
|             |                                                            |                                       |                                                    | |  |  |

Juego 6
| 19 de julio                                   | Boca Jrs.                                            | 79–72                                 | Instituto                                                 | Buenos Aires |  |
| 22:10                                         | Parciales: 19-17, 16-18, 29-15, 15-22                | Parciales: 19-17, 16-18, 29-15, 15-22 | Parciales: 19-17, 16-18, 29-15, 15-22                     | |  |
|                                               | Estadísticas Schattmann, L. 15 Mata, M. 7 Vega, S. 4 | Reporte Pts Reb Asts                  | Estadísticas 17 Vildoza, L. 6 Lugarini, B. 3 Cosolito, M. | Pabellón: Estadio Luis Conde Árbitros: *Pablo Estévez *Fernando Sampietro *Alberto Ponzo Televisión: TyC Sports |  |
| 3-2                                           |                                                      |                                       |                                                           | |  |
| Boca Juniors consigue su cuarta Liga Nacional |                                                      |                                       |                                                           | |  |

## Premios La Liga 23-24
Fuente: Prensa AdC
| - MVP de la temporada - Brandon Robinson (Quimsa) - MVP de las Finales de la LNB - José Vildoza (Boca Juniors) - Mejor árbitro - Fabricio Vito - Revelación/debutante - Lucas Andújar (Zárate Basket) - Jugador de Mayor Progreso - Joaquín Valinotti (Peñarol) - Mejor Sexto Hombre - Bautista Lugarini (Instituto) - Mejor Entrenador - Leandro Ramella (Quimsa) | - Mejor jugador nacional - Fabián Ramírez Barrios (Quimsa) - Mejor jugador extranjero - Brandon Robinson (Quimsa) - Mejor jugador U-23 - Alex Negrete (Olímpico) - Mejor quinteto de la LNB - B José Vildoza (Boca Juniors) - E Brandon Robinson (Quimsa) - A Andre Spight (Obras Basket) - AP Fabián Ramírez Barrios (Quimsa) - P Tayavek Gallizzi (Quimsa) - Mejor defensor - Bryan Carabalí (San Martín) - Gastón García (San Martín) |